# Arenicolides ecaudata
Arenicolides ecaudata is een borstelworm uit de familie Arenicolidae.
De wetenschappelijke naam van de soort werd in 1835 gepubliceerd door Johnston.